# Un homme sur la voie
Pour plus de détails, voir Fiche technique et Distribution.
Un homme sur la voie (Człowiek na torze) est un film polonais réalisé par Andrzej Munk, sorti en 1957.

## Fiche technique
- Titre original : Człowiek na torze
- Titre français : Un homme sur la voie
- Réalisation : Andrzej Munk
- Scénario : Andrzej Munk et Jerzy Stefan Stawinski
- Costumes : Halina Dobrowolska
- Photographie : Romuald Kropat et Jerzy Wójcik
- Montage : Jadwiga Zajicek
- Pays d'origine : Pologne
- Format : Noir et blanc - 35 mm - Mono
- Genre : drame
- Durée : 89 minutes
- Date de sortie :
  - Pologne : 17 janvier 1957

## Distribution
- Kazimierz Opaliński : Wladyslaw Orzechowski
- Zygmunt Maciejewski : chef de gare Tuszka
- Zygmunt Zintel : Witold Salata
- Zygmunt Listkiewicz : Stanisław Zapora
- Roman Klosowski : Marek Nowak
- Kazimierz Fabisiak : Konarski
- Janusz Bylczynski : Warda